# لوندبک
لوندبک (به دانمارکی: Lundbeck) شرکت داروسازی دانمارکی است، که فعالیت‌های آن در زمینه تحقیق و توسعه، تولید، بازاریابی و فروش داروهای صناعی در روان‌درمانی و سیستم اعصاب مرکزی، همچنین داروهای درمان افسردگی، آلزایمر، پارکینسون و بی‌خوابی متمرکز می‌باشد.
دفتر مرکزی شرکت لوندبک در شهر کپنهاگ قرار دارد. کارخانجات تولیدی آن نیز در کشورهای دانمارک، مکزیک، ایتالیا و فرانسه مستقر می‌باشند. این شرکت با دارا بودن بیش از ۶ هزار نفر کارمند، دارای دفاتر رسمی در ۵۷ کشور است و محصولاتش را در بیش از ۱۰۰ کشور جهان عرضه می‌کند.